# Ployart-et-Vaurseine

Ployart-et-Vaurseine este o comună în departamentul Aisne din nordul Franței. În 1 ianuarie 2022 avea o populație de 23 de locuitori.